# Carlos Cárdenas
Carlos Cárdenas (Cobija, 5 oktober 1976) is een voormalig Boliviaans voetballer, die speelde als aanvaller. Hij beëindigde zijn loopbaan in 2007 bij de Boliviaanse club Universitario de Sucre.

## Clubcarrière
Cárdenas begon zijn profloopbaan in 1998 bij de Boliviaanse club Club Jorge Wilstermann en kwam daarnaast uit voor Club Blooming, Club Aurora en Universitario Sucre. Hij won met Bolívar tweemaal de Boliviaanse landstitel.

## Interlandcarrière
Cárdenas speelde welgeteld zes interlands voor Bolivia. Onder leiding van bondscoach Héctor Veira maakte hij zijn debuut op 26 augustus 1999 in de vriendschappelijke thuiswedstrijd tegen Venezuela in het Estadio Patria in Sucre, die eindigde in een 0-0 gelijkspel. Ook spits Líder Paz maakte in die wedstrijd voor het eerst zijn opwachting voor La Verde.
| Interlands van Carlos Cárdenas voor Bolivia | Interlands van Carlos Cárdenas voor Bolivia | Interlands van Carlos Cárdenas voor Bolivia | Interlands van Carlos Cárdenas voor Bolivia | Interlands van Carlos Cárdenas voor Bolivia | Interlands van Carlos Cárdenas voor Bolivia |
| №                                           | Datum                                       | Wedstrijd                                   | Uitslag                                     | Competitie                                  | Goals                                       |
| Als speler van Club Jorge Wilstermann       | Als speler van Club Jorge Wilstermann       | Als speler van Club Jorge Wilstermann       | Als speler van Club Jorge Wilstermann       | Als speler van Club Jorge Wilstermann       | Als speler van Club Jorge Wilstermann       |
| ------------------------------------------- | ------------------------------------------- | ------------------------------------------- | ------------------------------------------- | ------------------------------------------- | ------------------------------------------- |
| 1                                           | 26 augustus 1999                            | Bolivia – Venezuela                         | 0 – 0                                       | Vriendschappelijk                           | 0                                           |
| 2                                           | 27 juli 2000                                | Bolivia – Paraguay                          | 0 – 0                                       | WK-kwalificatie                             | 0                                           |
| 3                                           | 27 september 2000                           | Mexico – Bolivia                            | 1 – 0                                       | Vriendschappelijk                           | 0                                           |
| 4                                           | 27 maart 2001                               | Colombia – Bolivia                          | 2 – 0                                       | WK-kwalificatie                             | 0                                           |
| 5                                           | 27 maart 2001                               | Bolivia – Argentinië                        | 3 – 3                                       | WK-kwalificatie                             | 0                                           |
| 6                                           | 3 juni 2001                                 | Bolivia – Venezuela                         | 5 – 0                                       | WK-kwalificatie                             | 0                                           |

## Erelijst
Club Jorge Wilstermann
- Liga de Boliviano

2000
 Club Blooming
- Liga de Boliviano

2005